# Ranoidea alboguttata
Ranoidea alboguttata es una especie de rana de la familia Pelodryadidae. Esta especie fue una vez incluida en el género Litoria.

## Ubicación geográfica
Está presente en gran parte de Australia, desde el norte de Nueva Gales del Sur, pasando por el este y el norte de Queensland y hasta el este del Territorio del Norte. 

## Descripción
La hembra de esta especie crece hasta 85 milímetros de longitud y el macho puede alcanzar una longitud de adulto de 70 milímetros. Es de color marrón, oliva o verde en la parte dorsal, con manchas más oscuras. Suele tener una raya amarilla pálida o verde-amarilla en el dorso, y una raya oscura que va desde el hocico, pasando por el ojo y el tímpano, hasta llegar a los flancos. Esta raya tiene un pliegue lateral de piel por encima de ella. La parte posterior de los muslos es oscura, casi negra, con una gran mancha blanca, con algunas manchas marrones en la garganta y el pecho. La piel del dorso tiene verrugas y crestas dispersas. El vientre es granular, pero la garganta y el pecho son lisos. Los dedos son medio palmeados. El tímpano es bien definido.